# Volvo Titan
Volvo Titan — крупнотоннажный грузовой автомобиль, выпускавшийся шведским автопроизводителем Volvo Trucks в 1951—1973 годах. Осенью 1951 года компания Volvo Trucks представила автомобиль L395 Titan грузоподъёмностью 10 тонн. В 1953 году двигатель VDF был вытеснен двигателем D96. С 1954 года автомобиль Volvo Titan оснащался турбодизелем. С 1956 года автомобиль оснащался воздушными тормозами.
В 1959 году автомобиль Volvo Titan был усовершенствован и получил название L495 Titan. В 1964 году была представлена модификация L4951 Titan Tiptop с компоновкой «Кабина над двигателем».

## Volvo N88
Автомобиль Volvo N88 производился с 1965 года с некоторыми деталями от Volvo F88.

## Двигатели
| Модель   | Year      | Двигатель           | Объём    | Мощность            | Тип                                      |
| -------- | --------- | ------------------- | -------- | ------------------- | ---------------------------------------- |
| L395     | 1951—1952 | Volvo VDF: I6 ohv   | 9602 см3 | 150 л. с. (112 кВт) | Дизельный двигатель внутреннего сгорания |
| L395-495 | 1953—1965 | Volvo D96: I6 ohv   | 9602 см3 | 150 л. с. (112 кВт) | Дизельный двигатель внутреннего сгорания |
| L395-495 | 1954—1965 | Volvo TD96: I6 ohv  | 9602 см3 | 185 л. с. (138 кВт) | Турбодизель                              |
| N88      | 1965—1973 | Volvo D100: I6 ohv  | 9602 см3 | 200 л. с. (149 кВт) | Дизельный двигатель внутреннего сгорания |
| N88      | 1965—1973 | Volvo TD100: I6 ohv | 9602 см3 | 260 л. с. (194 кВт) | Турбодизель                              |

## Галерея

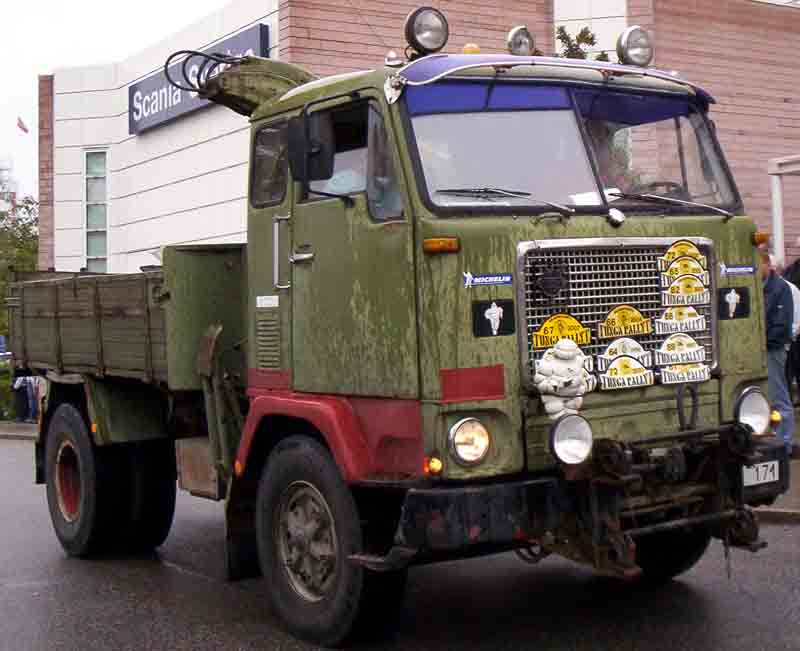
Volvo Titan Tiptop
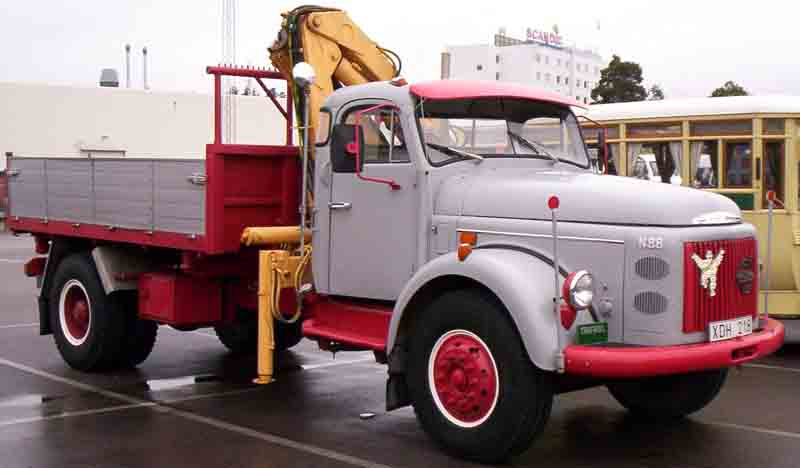
Volvo N88